# Czeizing Lajos
Czeizing Lajos (Budapest, 1922. május 12. – Budapest, 1985. szeptember 13.) magyar fotóillusztrátor, fotóművész.

## Életpályája
1934-ben kezdett fényképeket készíteni. 1940-ben textiltechnológus végzettséget szerzett. 1940-1943 között a Zeneakadémia diákja volt, de a második világháború miatt tanulmányait nem fejezte be. 1945-1954 között a Győri Textilművek egyik alapítója, gyártásvezetője, főtechnológusa volt. 1954-től a Képzőművészeti Alap Kiadó Vállalata fotóosztályának vezetője volt. 1974-től szabadfoglalkozású volt.
Sírja a Megyeri temetőben található.

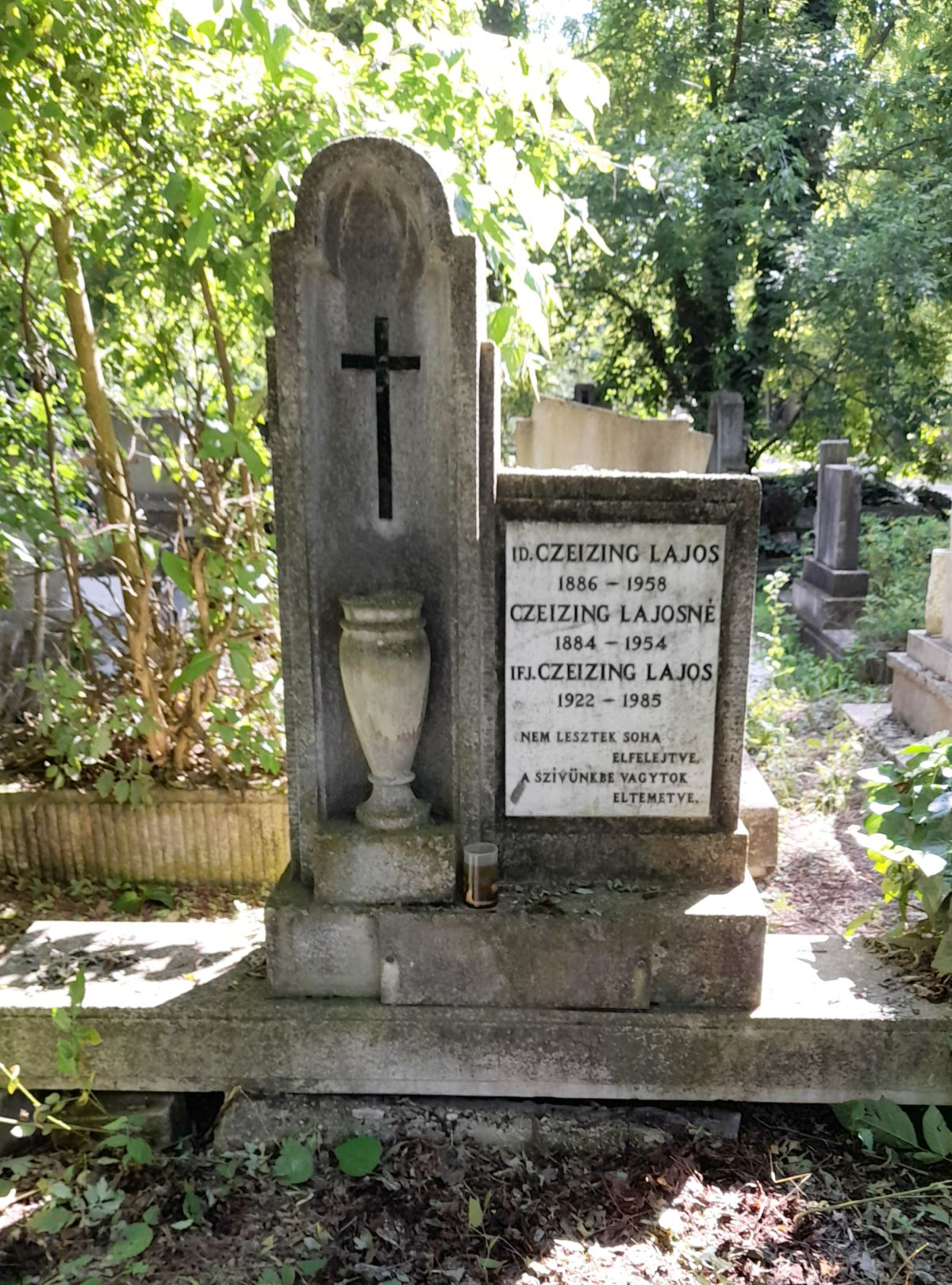
Sírja a Megyeri temetőben (38. parcella)

## Egyéni kiállításai
- 1967, 1970, 1979, 1985 Budapest
- 1968 Győr, Hamburg, Bukarest, Kolozsvár, Temesvár
- 1970 Berlin
- 1976 Szombathely

## Művei
- Művészek (1963)
- Budapesti éjszakák (1966)
- Budapesti panorámák (1970)
- Budapest egy építész szemével (1971)
- A Fekete erdőtől a Fekete-tengerig (1975)
- Magyar tájak (1977)
- Szép magyar városok (1978)
- Spanyolországi mozaikok (1979)